# 韩美岭站
韩美岭站，位于江西省上饶市万年县珠田乡，有皖赣铁路经过。距离火龙岗站483千米，距离贵溪站67千米。不办理客货运业务，办理列车通过、停靠作业；但每日有一对来往景德镇和南昌的旅客列车在该站办理通勤乘降业务。